# Список президентов Федеративных Штатов Микронезии
Список президентов Федеративных Штатов Микронезии включает лиц, замещавших этот пост (англ. President of the Federated States of Micronesia) с 1979 года, когда Федеративные Штаты Микронезии получили самоуправление, преобразованное в 1986 году в отношения ассоциации с Соединёнными Штатами Америки.

## Обзор
10 мая 1979 года четыре части Подопечной территории Тихоокеанские острова ратифицировали Конституцию Федеративных Штатов Микронезии (ФШМ) и получили местное самоуправление. Другие части Подопечной территории (Палау, Маршалловы острова, и Северные Марианские острова) от ратификации федеративной конституции отказались.
Конституцией был установлен пост президента ФШМ; бывший председатель Конгресса Микронезии Тосиво Накаяма стал первым президентом и сформировал свой кабинет. После вступления в силу 3 ноября 1986 года Договора о свободной ассоциации с США последние прекратили свою опеку над островами. Официально это произошло 22 декабря 1990 года, когда Совет Безопасности ООН резолюцией 683 упразднил соглашение об опеке над островами. 1 мая 2004 года договор о свободной ассоциации с США был продлён.
Президент и вице-президент избираются Конгрессом ФШМ из числа четырёх сенаторов, представляющих входящие в ФШМ штаты (Трук, Кусаие, Понпеи, Яп). Данная категория сенаторов избирается в состав Конгресса сроком на 4 года (в отличие от десяти других, избираемых в округах с примерно равным числом избирателей сроком на 2 года). Поэтому установлен равный сроку их сенаторских полномочий четырёхлетний срок полномочий президента и вице-президента. В ФШМ отсутствуют официальные политические партии, все сенаторы баллотируются как независимые кандидаты.

## Список
Курсивом и серым цветом выделены даты начала и окончания полномочий вице-президента Джейкоба Нены, замещавшего недееспособного после перенесённого инсульта президента Бейли Олтера.
|          | Портрет     | Имя (годы жизни)                                               | Полномочия    | Полномочия  | Выборы      | Пр.           |
| Начало   | Портрет     | Имя (годы жизни)                                               | Окончание     |             | Выборы      | Пр.           |
| -------- | ----------- | -------------------------------------------------------------- | ------------- | ----------- | ----------- | ------------- |
| 1 (I—II) |             | Тосиво Накаяма (1931—2007) англ. Tosiwo Nakayama яп. 中山 利雄 | 11 мая 1979   | 11 мая 1983 | 1979        | [ 2 ] [ 7 ]   |
| 1 (I—II) | 11 мая 1983 | Тосиво Накаяма (1931—2007) англ. Tosiwo Nakayama яп. 中山 利雄 | 11 мая 1987   | 1983        |             | [ 2 ] [ 7 ]   |
| 2        |             | Джон Ричард Хэглелгэм (1949—2024) англ. John Richard Haglelgam | 11 мая 1987   | 11 мая 1991 | 1987        | [ 8 ]         |
| 3 (I—II) |             | Бейли Олтер (1932—1999) англ. Bailey Olter                     | 11 мая 1991   | 11 мая 1995 | 1991        | [ 9 ]         |
| 3 (I—II) | 11 мая 1995 | Бейли Олтер (1932—1999) англ. Bailey Olter                     | 8 мая 1997    | 1995        |             | [ 9 ]         |
| и. о.    |             | Джейкоб Нена (1941—2022) англ. Jacob Nena                      | 8 ноября 1996 | 8 мая 1997  | [ комм. 2 ] | [ 10 ]        |
| 4        | 8 мая 1997  | Джейкоб Нена (1941—2022) англ. Jacob Nena                      | 11 мая 1999   | 1997        |             | [ 10 ]        |
| 5        |             | Лео Эми Фолкэм (1935—2018) англ. Leo Amy Falcam                | 11 мая 1999   | 11 мая 2003 | 1999        | [ 11 ]        |
| 6        |             | Джозеф Джон Урусемал (1952—) англ. Joseph John Urusemal        | 11 мая 2003   | 11 мая 2007 | 2003        | [ 12 ]        |
| 7 (I—II) |             | Имануэл Мори (1948—) англ. Emanuel Mori                        | 11 мая 2007   | 11 мая 2011 | 2007        | [ 13 ]        |
| 7 (I—II) | 11 мая 2011 | Имануэл Мори (1948—) англ. Emanuel Mori                        | 11 мая 2015   | 2011        |             | [ 13 ]        |
| 8        |             | Питер Мартин Кристиан (1947—) англ. Peter Martin Christian     | 11 мая 2015   | 11 мая 2019 | 2015        | [ 14 ]        |
| 9        |             | Дэвид Пануэло (1964—) англ. David Panuelo                      | 11 мая 2019   | 11 мая 2023 | 2019        | [ 15 ] [ 16 ] |
| 10       |             | Уэсли Симина (1961—) англ. Wesley Simina                       | 11 мая 2023   | действующий | 2023        | [ 17 ] [ 18 ] |